# Diego Fusaro
Diego Fusaro (Turín, 15 de junio de 1983) es un filósofo, escritor, ensayista y columnista italiano.

## Biografía
Cursó sus estudios en el Liceo "Vittorio Alfieri" de Turín, y posteriormente en la Universidad de Turín (con los profesores Pier Paolo Portinaro, Gianni Vattimo y Enrico Pasini), y la Universidad Vita-Salute San Raffaele de Milán. Está especializado en Filosofía de la Historia e Historia de la Filosofía.

## Posiciones
Pensar de otra manera para ser de otra manera.
Diego Fusaro

Autodefinido como «pensador marxista», es situado sin embargo por el historiador italiano Steven Forti como uno de los principales difusores en Italia de teorías rojipardas que buscarían legitimidad en la izquierda y sacarse de encima la pátina neofascista. Ha apoyado al movimiento antivacunas.
Fusaro se considera un "estudiante independiente" de pensadores como Georg Wilhelm Friedrich Hegel y Karl Marx, mientras que entre los italianos prefiere a Antonio Gramsci y Giovanni Gentile y entre los modernos cita a Baruch Spinoza, Johann Gottlieb Fichte y Martin Heidegger, con una atención constante a los orígenes de la filosofía griega. Según Raffaele Alberto Ventura, en sus publicaciones ha tratado el pensamiento de Marx desde la óptica del idealismo alemán, acercando a la crítica del sistema capitalista elementos de la tradición comunitarista y soberanista. Sigue las huellas del filósofo italiano Costanzo Preve. Se ocupa también de la historia de las ideas, y entre los autores estudiados de Fusaro están, además, Reinhart Koselleck y Hans Blumenberg.
Aunque se jacta de pertenecer a las posiciones de la izquierda marxista, Fusaro es considerado como una base del Movimiento de la 4.ª Teoría Política, la cual es bastante ecléctica al ser una teoría atrapalo-todo, donde podemos encontrar a escritores como Aleksandr Dugin (exmilitante del movimiento nacional-bolchevique) hasta Alain de Benoist, en su momento artífice del movimiento político de finales de los años 60 denominado como Nouvelle Droite.[cita requerida]
Crítico con la denominada teoría de género, en su libro Pensare altrimenti considera que esta constituye el modo que el capitalismo y las élites europeas y estadounidenses usarían para destruir las diferencias sociales entre hombres y mujeres, y desintegrar a la familia, la cual sería la última fuente de respaldo del individuo. Mantiene que la vivienda es un derecho inalienable del ciudadano, y se ha expresado muchas veces de manera crítica con el sistema bancario internacional, dado que puede privar el individuo de dicho derecho.  
Considera al euro como un método de gobierno transnacional, que ha impuesto políticas neoliberales y de austeridad ventajosas para Alemania y el capital financiero.
Colaborador en la revista de la neofascista CasaPound, Fusaro afirma, además, en referencia a los fenómenos migratorios actuales, que se está produciendo una maniobra supranacional dirigida a obtener dos objetivos: la reducción del salario de los ciudadanos, y la derogación de los derechos de los trabajadores por medio de un "ejército industrial de reserva". Respecto a lo segundo identificaría la voluntad del Capital de convertir al hombre, en un ser sin identidad y sin raíces, para poderlo así moldear y trasladar según las necesidades.
Remitiéndose al propio Gramsci, Fusaro es un convencido defensor de las tesis meridionalistas sobre la cuestión meridional y del revisionismo del Risorgimento. Afirma que la Italia meridional ha sido en el pasado, y aún hoy, víctima del neocolonialismo.
También formó parte del partido Vox Italia e Italexit.
Recientemente colabora con la televisión Byoblu.

## Obras
- Filosofia e speranza. Ernst Bloch e Karl Löwith interpreti di Marx, Il Prato, 2005. ISBN 88-89566-17-5
- La farmacia di Epicuro. La filosofia come terapia dell'anima, Il Prato, 2006. ISBN 88-89566-45-0
- Marx e l'atomismo greco. Alle radici del materialismo storico, Il Prato, 2007. ISBN 978-88-89566-75-6
- Karl Marx e la schiavitù salariata. Uno studio sul lato cattivo della storia, Il Prato, 2007. ISBN 978-88-89566-77-0
- Bentornato Marx! Rinascita di un pensiero rivoluzionario, Bompiani, 2009. ISBN 978-88-452-6394-1
- Essere senza tempo. Accelerazione della storia e della vita, Bompiani, 2010. ISBN 978-88-452-6604-1
- Minima mercatalia. Filosofia e capitalismo, Bompiani, 2012. ISBN 978-88-452-7013-0
- L'orizzonte in movimento. Modernità e futuro in Reinhart Koselleck, Il Mulino, 2012. ISBN 978-88-15-23703-3
- Coraggio, Cortina, 2012. ISBN 978-88-6030-467-4
- Idealismo e prassi. Fichte, Marx e Gentile, Il Melangolo, 2013. ISBN 978-88-7018-889-9
- Il futuro è nostro. Filosofia dell'azione, Bompiani, 2014. ISBN 978-88-452-7717-7
- Fichte e l'anarchia del commercio. Genesi e sviluppo del concetto di "Stato commerciale chiuso", Il Melangolo, 2014. ISBN 978-88-7018-941-4
- Antonio Gramsci. La pasión de estar en el mundo. Madrid: Siglo XXI España. 2018. ISBN 9788432319181.
- Pensare altrimenti. Filosofia del dissenso, Einaudi, 2017. ISBN 978-88-06-22831-6
- Storia e coscienza del precariato, Bompiani, 2018. ISBN 978-88-45-29750-2